# Ravenswood (Virgínia Ocidental)
Ravenswood é uma cidade localizada no estado norte-americano de Virgínia Ocidental, no Condado de Jackson.

## Demografia
Segundo o censo norte-americano de 2000, a sua população era de 4031 habitantes.
Em 2006, foi estimada uma população de 3997, um decréscimo de 34 (-0.8%).

## Geografia
De acordo com o United States Census Bureau tem uma área de
4,9 km², dos quais 4,8 km² cobertos por terra e 0,1 km² cobertos por água. Ravenswood localiza-se a aproximadamente 177 m acima do nível do mar.

## Localidades na vizinhança
O diagrama seguinte representa as localidades num raio de 24 km ao redor de Ravenswood.